# Devarodes imitata
Devarodes imitata är en fjärilsart som beskrevs av Druce. Devarodes imitata ingår i släktet Devarodes och familjen mätare. Inga underarter finns listade i Catalogue of Life.